# Veine profonde
Les veines profondes sont les veines situées dans les parties profondes du corps en opposition avec les veine superficielles qui sont proches de la surface du corps.
Les veines profondes sont presque toujours à côté d'une artère du même nom (par exemple, la veine fémorale est à côté de l'artère fémorale ). Collectivement, elles transportent la grande majorité du sang. L'occlusion d'une veine profonde peut mettre la vie en danger et est le plus souvent causée par une thrombose. L'occlusion d'une veine profonde par thrombose est appelée thrombose veineuse profonde.
Les veines profondes peuvent être connectées aux veines superficielles par des veines perforantes.
À cause de leur emplacement dans le corps, l'opération de ces veines peut être difficile.

## Liste
- Veine jugulaire interne

### Membre supérieur
- Veine brachiale
- Veine axillaire
- Veine sous-clavière

### Membre inférieur
- Veine fémorale commune
- Veine fémorale [1]
- Veine fémorale profonde
- Veine poplitée
- Veine fibulaire
- Veine tibiale antérieure
- Veine tibiale postérieure